# Gheorghe Popescu
Nezaměňovat s jiným rumunským fotbalistou shodného jména narozeným roku 1919 - Gheorghe Popescu (1919).
Gheorghe Popescu (* 9. říjen 1967, Calafat) je bývalý rumunský fotbalista. Hrával na pozici obránce. Účastník Mistrovství světa 1990 v Itálii, 1994 v USA, 1998 ve Francii a Mistrovství Evropy 1996 v Anglii a 2000 v Belgii a Nizozemsku.
Šestkrát byl vyhlášen nejlepším fotbalistou Rumunska (1989, 1990, 1991, 1992, 1995, 1996). Měl přezdívku Gică.

## Klubová kariéra
Se Steauou Bukurešť se stal mistrem Rumunska (1987/88) a získal s ní rumunský pohár (1987/88). Ten získal na sklonku kariéry i s Dinamem Bukurešť (2002/03). S PSV Eindhoven je dvojnásobným mistrem Nizozemska (1990/91, 1991/92). S Galatasaray má čtyři mistrovské tituly (1997/98, 1998/99, 1999/00, 2001/02) a dva turecké poháry (1998/99, 1999/00). S Barcelonou vyhrál španělský pohár (1996/97).
S FC Barcelona vyhrál v sezóně 1996/97 Pohár vítězů pohárů, s Galatasaray Istanbul v sezóně 1999/00 Pohár UEFA a následně i Superpohár UEFA. Odehrál 88 zápasů v evropských pohárech, to je druhý nejvyšší počet z rumunských fotbalistů, po Gheorghe Hagim.

## Reprezentační kariéra
V dresu rumunské reprezentace se zúčastnil tří světových šampionátů (1990, 1994, 1998) a hrál i na dvou šampionátech evropských (1996, 2000). Celkem za národní tým odehrál 115 zápasů, v nichž vstřelil 16 branek. V historické tabulce počtu startů v rumunské reprezentaci je na třetím místě.

## Funkcionářská kariéra
Popescu chtěl v březnu 2014 kandidovat na předsedu rumunského fotbalového svazu a byl favoritem na vítězství ve volbách. Už v té době ale probíhalo vyšetřování a soudní projednávání případu praní špinavých peněz a daňových úniků, v němž patřil s dalšími osobami k obviněným. 4. března 2014 odvolací soud potvrdil vinu obžalovaných a Popescovi původní podmíněný trest zpřísnil na tři roky a jeden měsíc vězení nepodmíněně.